# Одд Бьорре
Одд Берре Серенсен (норв. Odd Børre Sørensen; 9 серпня 1939, Гарстад — 28 січня 2023) — норвезький поп-співак. Він був більш відомий під своїм сценічним ім'ям Odd Børre. На міжнародному рівні він найвідоміший завдяки пісні «Stress» яку він виконав на Євробаченні 1968 року. Він співав в оркестрі Келя Карлсена (1962—1970) і в цей період видавав сингли. Він відійшов від штатного професійного співу в 1970 році і став агентом страхової компанії (хоча він виступав у національних фіналах Норвегії в 1971 і 1977 роках і був одним із суддів у фіналі 1978 року). Після виходу на пенсію на початку 2000-х (десятиліття) Одд Берре знову об'єднався з К'єллом Карлсеном і зараз виступає.

## Записи на Гран-прі Мелоді
| Рік  | Пісня                                         | Місце у національному фіналі | Місце в пісенному конкурсі Євробачення |
| ---- | --------------------------------------------- | ---------------------------- | -------------------------------------- |
| 1964 | «La meg være ung»*                            | 3-є                          |                                        |
| 1968 | «Stress»                                      | 2-е                          | 13-е                                   |
| 1968 | «Jeg har aldri vært så glad i noen som deg»** | 1-е                          |                                        |
| 1969 | «Lena»                                        | 2-е                          |                                        |
| 1971 | «Ironside»***                                 | 2-е                          |                                        |
| 1977 | «Make love, not war»                          | 6-е                          |                                        |

- * Odd Børre & The Cannons
- ** Переможця Карі Нергаардом звинуватили в тому, що він є копією «Summer Holiday» Кліффа Річарда, і його зняли до розслідування звинувачень NRK. Пісня «Stress», що посіла друге місце, була замінена.
- *** Разом з Яном-Еріком Бернтсеном